# Aiptasia diaphana
Aiptasia diaphana är en havsanemonart som först beskrevs av Rapp 1829.  Aiptasia diaphana ingår i släktet Aiptasia och familjen Aiptasiidae. Inga underarter finns listade i Catalogue of Life.